# Рено, Николя
Николя Рено (фр. Nicolas Reynaud; 1771—1828) — французский военный деятель, бригадный генерал (1806 год), барон (1809 год), участник революционных и наполеоновских войн.

## Биография
Родился в семье адвоката Солона Рено (фр. Claude André Benoît Solon Reynaud; 1749—1815) и его супруги Марии Эксбрайя (фр. Marie Anne Exbrayat; ок.1739—1816). Николя Рено начал военную службу 1 февраля 1791 года в звании младшего лейтенанта в 34-м пехотном полку. 16 сентября 1792 года получил звание капитана и был зачислен в пехоту Пиренейского легиона. 1 ноября переведён в кавалерию этого же легиона, преобразованного 6 сентября 1793 года в 22-й конно-егерский полк. С 1793 года по 1795 год служил в Армии Восточных Пиренеев, затем с 1795 года по 1798 год – в Итальянской армии.
В 1798 году был определён в состав Восточной армии генерала Бонапарта и принял участие в Египетской экспедиции. 11 августа 1798 года в сражении при Салахии, будучи раненым ударом саблей в голову и пулей в бедро, прямо на поле битвы получил от Бонапарта звание командира эскадрона. 23 сентября 1800 года генерал Мену произвёл Рено в полковники и назначил командиром 20-го драгунского полка. 21 марта 1801 года ранен в сражении при Канопе, где получил удар штыком в правую руку и под ним была убита лошадь. После капитуляции французов в Александрии, в декабре 1801 года возвратился на родину.
С 1803 по 1805 год служил в Армии Берегов Океана. Принимал участие в кампаниях 1805 и 1806 годов в составе 1-й драгунской дивизии генерала Клейна. 17 октября 1805 года при Нересхайме захватил в плен 1000 австрийцев и 2 орудия.
31 декабря 1806 года произведён в бригадные генералы, и назначен командиром 1-й бригады 3-й дивизии тяжёлой кавалерии генерала Эспаня. Отличился в сражении при Гейльсберге. В 1809 году участвовал в кампании против Австрии. Героически сражался при Эсслинге. 21 мая временно возглавил всю дивизию после гибели генерала Эспаня в данном сражении. 6 июля ранен пулей в правую руку при Ваграме.
21 июля 1809 года Рено был назначен комендантом кавалерийского депо в Пенцинге. 3 ноября возвратился во Францию и 9 ноября был назначен комендантом кавалерийского депо в Либурне. С сентября 1810 года оставался без служебного назначения.
18 марта 1811 года возвратился к активной службе с назначением командиром 3-й мобильной колонны по розыску и поимке дезертиров в 21-м военном округе. 30 ноября 1811 года назначен командующим департамента Липпе.
25 декабря 1811 года получил должность командира 1-й бригады 5-й дивизии тяжёлой кавалерии. Участвовал в Русской кампании в составе Великой Армии, сражался при Островно, Витебске, Смоленске и Бородино. 25 сентября 1812 года сменил генерала Валанса на посту командира дивизии.
Вернулся во Францию из-за проблем со здоровьем, и с 1 апреля 1813 года оставался без служебного назначения. 10 мая назначен ответственным за проверку кавалерийских депо 9-го, 10-го, 11-го и 20-го военных округов, а 20 августа вновь назначен для выявления дезертиров и уклоняющихся от военной службы.
После первой реставрации Бурбонов оставался без служебного назначения. Во время «Ста дней» прибыл 12 мая 1815 года в кавалерийское депо, формируемое в Труа, но на службу не вступил.
19 марта 1817 года в Ле-Пюи-ан-Веле женился на Огюстине Морель (фр. Augustine Marie Marguerite Morel; 1785—1837), от которой имел сына. 1 декабря 1824 года вышел в отставку. Умер 27 июля 1828 года в возрасте 56 лет.

## Воинские звания
- Младший лейтенант (1 февраля 1791 года);
- Капитан (16 сентября 1792 года);
- Командир эскадрона (11 августа 1798 года);
- Полковник (23 сентября 1800 года);
- Бригадный генерал (31 декабря 1806 года).

## Титулы
- Барон Рено и Империи (фр. baron Reynaud et de l'Empire; декрет от 19 марта 1808 года, патент подтверждён 10 февраля 1809 года в Париже)[2][3].

## Награды
Легионер ордена Почётного легиона (11 декабря 1803 года)
 Офицер ордена Почётного легиона (14 июня 1804 года)
 Коммандан ордена Почётного легиона (25 декабря 1805 года)